# Tourism
Tourism: Songs from Studios, Stages, Hotelrooms & Other Strange Places är ett musikalbum från 1992 av den svenska popduon Roxette. 

## Bakgrund
Albumet spelades in under Roxettes första världsturné Join the Joyride World Tour 1991-1992. Tourism har beskrivits av Roxette som ett turnéalbum och några av låtarna var dock inspelade vid tidigare tillfällen. Skivan producerades av Clarence Öfwerman, och innehåller flera liveinspelningar, bland annat versioner av The Look och Joyride från ett framträdande i december 1991 på Sydney Entertainment Centre, samt en akustisk version av låten Things Will Never Be the Same från en konsert i Zürich i november 1991. 
Silver Blue var i demo form tidigare tillgänglig som B-sida på The Look-singeln, och även Come back (before you leave) var tidigare släppt som B-sida på Joyride-singeln. So Far Away fanns tidigare utgiven i sin studioversion på debutalbumet Pearls of Passion. Queen of Rain var egentligen tänkt att avsluta Joyride albumet men hade ersatts av Perfect Day. 
Två av låtarna; Fingertips och Cinnamon Street släpptes i nya versioner året därpå. Fingertips '93 släpptes som singel med musikvideo regisserad av Jonas Åkerlund, och 2 Cinnamon Street sjöngs nu istället av Marie Fredriksson och fanns med på soundtracket till Super Mario Bros. tillsammans med Almost Unreal. 
Trummorna på "Here Comes the Weekend" är i själva verket är uppmikade resväskor. Om man spelar sångfrasen som inleder låten "Keep me waiting" baklänges så hörs orden "Why did you keep me waiting?".[källa behövs]

## Låtlista
1. How Do You Do? (Studio: Halmstad & Stockholm 1992)
2. Fingertips (Studio: Rio de Janeiro 1992)
3. The Look (Live: Sydney 1991)
4. The Heart Shaped Sea (Studio: Los Angeles 1992)
5. The Rain (Studio: Stockholm 1992)
6. Keep Me Waiting (Studio: Stockholm 1992)
7. It Must Have Been Love (Live Intro: Santiago, april 1992/Studio: Los Angeles, mars 1992)
8. Cinnamon Street (Studio: Stockholm & Köpenhamn 1992)
9. Never Is A Long Time (Nattklubb: São Paulo 1992)
10. Silver Blue (Studio: Stockholm 1987/1988/1992)
11. Here Comes the Weekend (Hotellrum: Buenos Aires 1992)
12. So Far Away (Hotellrum: Buenos Aires 1992)
13. Come Back (Before You Leave) (Studio: Stockholm 1990)
14. Things Will Never Be The Same (Live: Zürich 1991)
15. Joyride (Live: Sydney 1991)
16. Queen Of Rain (Studio: Stockholm 1990)

## Singlar
- How Do You Do! [Juli 1992]
  1. How Do You Do!
  2. Fading Like A Flower (Every Time You Leave) (Live)
  3. Knockin' on Every Door (BomKrash 12" Remix)
  4. How Do You Do! (BomKrash 12" Remix)

- Queen of Rain [oktober 1992]
  1. Queen of Rain
  2. It Must Have Been Love (Live)
  3. Paint (Live)
  4. Pearls Of Passion

- Fingertips '93 [Januari 1993]
  1. Fingertips '93
  2. Dressed For Success (Live)
  3. Hotblooded (Live)
  4. The Voice  [5]

## Medverkande
- Sång - Per Gessle och Marie Fredriksson
- Texter - Per Gessle på alla spår, utom:

"So Far Away": Per Gessle och Hasse Huss
Musik - Per Gessle på alla spår, utom följande:
"Queen Of Rain": Per Gessle och Mats M.P. Persson
Producerad och arrangerad av Clarence Öfwerman
Alla sånger publicerade av Jimmy Fun Music
- Marie Fredriksson – sång; piano (låt 7)
- Per Gessle – sång; akustisk gitarr (låt 2, 4, 12, 14); elgitarr (låt 3, 15); munspel (låt 7)
- Pelle Alsing – trummor (låt 1, 3, 6–8, 10, 15); percussion (låt 4); Samsonite resväska (låt 11)
- Vicki Benckert – körsång (låt 1, 3, 8); dragspel  (låt 11–12); percussion (låt 15)
- Bo Eriksson – oboe (låt 16)
- Anders Herrlin – elbas; programmering (låt 1, 5–6, 13, 16)
- Jonas Isacsson – akustisk gitarr och elgitarr; mandolin (låt 2, 4, 9)
- Greg Leisz – pedal steel (låt 4, 7)
- Mia Lindgren – körsång  (låt 5, 7)
- Clarence Öfwerman – keyboards; programmering (låt 5, 10, 13, 16); piano (låt 11–12)
- Staffan Öfwerman – körsång (låt 1, 3, 5, 7–8); percussion (låt 1, 3, 15); tambourin (låt 2)
- Mats "MP" Persson – akustisk gitarr (låt 4)
- Alar Suurna – maracas (låt 5); tambourine (låt 6, 8)[6]

### Fotnoter
1. ↑  ”Roxette”. Arkiverad från originalet den 24 augusti 2011. https://web.archive.org/web/20110824031633/http://www.roxette.se/discography.php. Läst 10 juni 2011.
2. ↑  Lindström, Sven (10 mars 2024). Att vara Per Gessle. sid. 159-160
3. ↑  ”allmusic.”. https://www.allmusic.com/album/tourism-songs-from-studios-stages-hotelrooms-other-strange-places-mw0000089355. Läst 28 januari 2025.
4. ↑  ”roxetteblog.”. https://roxetteblog.com/pg-about-songs/. Läst 26 januari 2025.
5. ↑  ”dailyroxette.”. https://www.dailyroxette.com/single-roxette-discography/page/2/. Läst 15 november 2024.
6. ↑  information från CD texthäfte.